# Albany, New Hampshire
Albany är en kommun (town) i Carroll County i delstaten New Hampshire, USA. Vid folkräkningen år 2000 bodde 654 personer på orten. Den har enligt United States Census Bureau en area på totalt 194,4 km² varav 0,9 km² är vatten.